# Валбеназин
Валбеназин — препарат для лечения поздней дискинезии. Механизм действия при лечении поздней дискинезии точно неизвестен.
Валбеназин действует как ингибитор везикулярного переносчика моноаминов (VMAT2), снижая уровень дофамина в синаптической щели и облегчая симптомы, вызванные гиперчувствительностью к дофамину.

## Клиническое применение и показания
Препарат используется для лечения поздней дискинезии. Одобрен Управлением по санитарному надзору за качеством пищевых продуктов и медикаментов США (FDA, Food and Drug Administration) для лечения поздней дискинезии с 11 апреля 2017 года.

## Способ применения и дозы
Первую неделю приёма по 40 мг в сутки, начиная со второй недели доза увеличивается до 80 мг. Может приниматься до и после еды.
Коррекция дозы при умеренной печёночной недостаточности не требуется, при умеренной и тяжёлой (по Чайлда-Пью 7—15) дозировка не должна превышать 40 мг в день.
Не рекомендуется использование при тяжёлой почечной недостаточности.
Безопасность и эффективность валбеназина у детей не установлены.

## Осложнения и побочные эффекты
Сонливость (10,9 %), антихолинергические эффекты (5,4 %), головная боль (3,4 %), акатизия (2,7 %)
нарушения равновесия и падения (4,1 %), рвота (2,6 %), тошнота (2,3 %), артралгия (2,3 %). Может вызывать замедление реакции при управлении транспортными средствами, пациенты должны быть предупреждены о сонливости.

## Удлинение интервала QT
Может удлинять интервал QT, хотя степень выраженности удлинения интервала QT не является клинически значимой при употреблении в рекомендованных дозировках.
Следует избегать назначения валбеназина больным, имеющим врождённое удлинение интервала QT или аритмии с удлинением интервала QT.
У пациентов с повышенным риском удлинения интервала QT необходимо оценить интервал QT, прежде чем назначать им препарат и увеличивать дозировку.

## Беременность и кормление грудью
Данных исследований недостаточно, в исследованиях на животных было отмечено тератогенное действие.
Выделяется с молоком, не рекомендуется кормить ребёнка грудью 5 дней после отмены препарата.

## Лекарственное взаимодействие
Не рекомендуется совместное использование с ингибиторами моноаминоксидазы, а также с индукторами CYP3A4.
При совместном использовании с ингибиторами CYP3A4 и CYP2D6 рекомендуется снижение дозировки.
Валбеназин может повышать концентрацию дигоксина.

## Хранение
Хранить при температуре 20—25°С.